# Selma Gubin
Selma Gubin (1903 - 17 de junho de 1974) foi uma artista americana nascida na Rússia. O seu trabalho encontra-se incluído nas colecções do Museu Smithsoniano de Arte Americana, dos Harvard Art Museums e do Hood Museum of Art.